# Aïn Kermes
Aïn Kermes (în arabă عين كرمس) este o comună din provincia Tiaret, Algeria.
Populația comunei este de 17.541 de locuitori (2008).